# Alleins
Alleins ist eine französische Gemeinde mit 2833 Einwohnern (Stand 1. Januar 2022) im Département Bouches-du-Rhône in der Region Provence-Alpes-Côte d’Azur.

## Geografie
Die Gemeinde liegt 35 Kilometer nordwestlich von Aix-en-Provence und 13 Kilometer nördlich von Salon-de-Provence. Sie liegt im Hinterland der Durance.
Nachbargemeinden von Alleins sind Mallemort im Norden und Osten, Vernègues im Südosten, Aurons im Süden, Lamanon im Westen und Sénas im Nordwesten.

## Wappen
Wappenbeschreibung: In Rot zehn goldene Rauten in drei Reihen  zu 4;4;2 gestellt.

## Sehenswürdigkeiten
- Ruinen der Burg aus dem 15. Jahrhundert
- Alter Ortskern
- Kapelle St-Jean aus dem 12. Jahrhundert

## Verkehrsanbindung
In rund zwei Kilometern Entfernung zum Ortszentrum verläuft die N7, die den Ort unter anderem mit Avignon verbindet.

## Bevölkerungsentwicklung
| Jahr      | 1962 | 1968 | 1975 | 1982 | 1990 | 1999 | 2008 | 2017 |
| Einwohner | 969  | 975  | 1041 | 1224 | 1759 | 2070 | 2437 | 2512 |